# Sven Erkkilä
Sven Artur Erkkilä, född 5 februari 1901 i Kiukais, död 28 april 1973 i Helsingfors, var en finländsk läkare.
Erkkilä, som var son till av jordbrukare Gustaf Wilhelm Erkkilä och Hulda Maria Vanhatalo, blev student 1921, medicine kandidat 1927, medicine licentiat 1932, medicine och kirurgie doktor 1938 och docent i socialmedicin vid Helsingfors universitet 1941. Han blev specialist i nerv- och sinnessjukdomar 1936. Han var assistent vid Lappviks sjukhus 1933–1936, assistent vid Stengårds sjukhus 1935–1937 och underläkare där 1937–1947. Han var assistent vid Helsingfors hygieniska inrättning 1935–1947, speciallärare i hygien vid Tekniska högskolan i Helsingfors 1942–1952, professor i hygien och socialmedicin vid Åbo universitet från 1950 och lärare i hygien vid universitetets gymnastikinrättning från 1953. Han var volontärassistent vid Medicinalstyrelsens rättskemiska laboratorium 1928–1929, assistent 1934–1935 och tillförordnad rättskemist i olika repriser 1930–1937. Han  var avdelningsläkare vid Tilkka militärsjukhus 1939–1941 och vid Krigssjukhusets psykiska avdelning 1941–1944. 
Erkkilä skrev Klinisch-statistische Untersuchungen über die gerichtspsychiatrisch untersuchten Verbrecher in Finnland in den Jahren 1895–1919 (akademisk avhandling, 1938); Brottslighet hos sinnessjuka och psykiskt abnorma; Om själsliga rubbningar hos desertörer och forensiskt bedömande av dem; Ueber die gesetzliche Unfruchtbarmachung in Finnland och Sikiönlähdettäjistä ja sikiönlähdettämisen rangaistavuudesta de lege ferenda.